# Michael Vartan
Michael Vartan (Boulogne-Billancourt, 27 november 1968) is een Frans-Amerikaans acteur. Hij werd in 2004 genomineerd voor een Saturn Award voor zijn rol als Michael Vaughn in de televisieserie Alias.

## Achtergrond
Vartan is de enige zoon van Eddie Vartan, een Franse muzikant en Doris, een Amerikaanse schilder. Zijn ouders scheidden toen hij vijf jaar oud was. In zijn kindertijd leefde hij in Frankrijk, maar toen hij achttien jaar werd, verhuisde hij naar zijn moeder in de Verenigde Staten, om zo de verplichte militaire dienst in Frankrijk te ontlopen. Daar studeerde hij aan een acteerschool.

## Carrière
Zijn debuut maakte hij in de Franse film Un Homme et Deux Femmes (1990), daarna volgde Promenades d'été (1992). In 1993 maakte hij zijn internationale debuut met de Italiaanse film Fiorile, waarin hij een Franse soldaat speelde. Zijn eerste grote Amerikaanse film was The Pallbearer (1996) met Gwyneth Paltrow en David Schwimmer. In Never Been Kissed (1999) had hij een hoofdrol als leraar naast Drew Barrymore. Daarna was hij te zien in The Next Best Thing (2000) en It Had to be You (2000). Van 2001 tot 2006 speelde Vartan CIA-agent Michael Vaughn in de Amerikaanse televisiereeks Alias. Ondertussen speelde hij in enkele andere films: One Hour Photo (2002) met Robin Williams en Monster-in-Law (2004) met Jennifer Lopez. Hij speelde enkele gastrollen in televisieseries zoals Friends (1997), Ally McBeal (2000) en Kitchen Confidential (2005).

## Filmografie
- Colombiana (2011) - Danny Delanay
- Hawthorne (tv) (2009) - Thomas Wakefield M.D.
- Jolene (2007) - Brad
- Rogue (2007) - Pete McKell
- Kitchen Confidential (tv) (2005) - Michel Valentine
- Monster-in-Law (2005) - Kevin
- One Hour Photo (2002) - Will Yorkin
- Alias (tv) (2001-2006) - Michael Vaughn
- The Mists of Avalon (tv) (2001) - Lancelot
- Sand (2000) - Tyler Briggs
- Ally McBeal (tv) (2000) - Jonathan Basset
- The Next Best Thing (2000) - Kevin Lasater
- It Had to Be You (2000) - Charlie Hudson
- Never Been Kissed (1999) - Sam Coulson
- Dead Man's Curve (1998) - Chris
- Friends (tv) (1997) - Dr. Tim Burke
- The Myth of Fingerprints (1997) - Jake
- Touch Me (1997) - Adam
- The Pallbearer (1996) - Scott
- To Wong Foo Thanks for Everything, Julie Newmar (1995) - Tommy
- Fallen Angels - Harry Stone
- Fiorile (1993) - Jean/Massimo
- Spender - Paul Ducheyne
- Promenades d'été (1992) - Thomas
- Stringer (1992) - Chris
- Un homme et deux femmes (1991) - Fred